# Tonta (R.K.M & Ken-Y e Natti Natasha)
Tonta è un singolo del duo musicale portoricano R.K.M & Ken-Y e della cantante dominicana Natti Natasha, pubblicato il 9 febbraio 2018 dall'etichetta discografica Pina Records. 
Il brano è stato scritto dai tre interpreti insieme a Rafael Pina, Eliel Lind Osorio e Juan Rivera.

## Tracce
Download digitale
1. Tonta – 4:00

## Classifiche

### Classifiche annuali
| Classifica (2018)     | Posizione |
| --------------------- | --------- |
| Repubblica Dominicana | 29        |